# Ali Kushayb
Ali Muhammad Ali Abd-Al-Rahman (em árabe: علي محمد علي عبد الرحمن), comumente conhecido como Ali Kushayb (em árabe: علي كوشيب; também: Koship, Kosheib, Kouchib, Kosheb, Koshib), é um influente comandante da Janjaweed que apoiou o governo sudanês contra grupos rebeldes de Darfur durante a presidência de Omar al-Bashir. Ele foi indiciado pelo Tribunal Penal Internacional (TPI) por crimes de guerra. Era conhecido como aqid al oqada ("coronel dos coronéis") e era ativo em Wadi Salih, Darfur Ocidental.
Em 27 de fevereiro de 2007, o promotor Luis Moreno Ocampo indiciou Kushayb de crimes contra civis em Darfur durante 2003 e 2004, acusando-o de ordenar assassinatos, estupros e saques. Um mandado de prisão do TPI foi emitido para ele e Ahmed Haroun, seu co-réu, em 27 de abril de 2007. Em abril de 2008, ele foi libertado da custódia sudanesa. As autoridades sudanesas prenderam novamente Kushayb em outubro de 2008. No início de 2013, Kushayb era comandante das Forças de Reserva Central (Abu Tira) em Rahad el-Berdi, no Darfur do Sul. Relatórios sobre suas atividades continuaram esporadicamente de 2013 a 2017. Ele foi detido pelo Tribunal Penal Internacional em junho de 2020.

## References
1. 1 2 3  «International Criminal Court names first Darfur war crimes suspects». CRIN.org. Child Rights Information Network. 27 de fevereiro de 2007. Consultado em 10 de agosto de 2007
2. ↑  «Time for justice in Darfur». web.amnesty.org. Amnesty International. Consultado em 10 de agosto de 2007. Cópia arquivada em 25 de agosto de 2007
3. ↑  «Ali Kushayb». trial.ch.org. Trial Watch. Consultado em 10 de agosto de 2007. Cópia arquivada em 27 de setembro de 2007
4. ↑  International Criminal Court. Public Redacted Version of the Prosecutor's Application under Article 58. (14 de julho de 2008).
5. ↑  The New York Times. Sudan Arrests Militia Chief Facing Trial (13 de outubro de 2008)
6. ↑  el-Berdi, Rahad (15 de abril de 2013). «ICC's Kushayb backed by military intelligence in South Darfur –source». Radio Dabanga. Consultado em 31 de outubro de 2019. Cópia arquivada em 31 de outubro de 2019
7. ↑  «ICC indictee Ali Kushayb critically injured in attack in Nyala, South Darfur». Radio Dabanga. 7 de julho de 2013. Consultado em 31 de outubro de 2019. Cópia arquivada em 31 de outubro de 2019
8. ↑  «Salamat: 'Ali Kushayb tried to murder South Darfur cattle merchant'». Radio Dabanga. 18 de dezembro de 2017. Consultado em 31 de outubro de 2019. Cópia arquivada em 31 de outubro de 2019
9. ↑  «Situation in Darfur (Sudan): Ali Kushayb is in ICC custody». International Criminal Court. Cópia arquivada em 9 de junho de 2020